# DR-Baureihe ET 166
Die Baureihe ET 166 (ab 1970 Baureihe 276.0) waren elektrische Triebwagen für den Betrieb im Gleichstrom-Netz der Berliner S-Bahn und allgemein als „Olympia“-Züge bekannt. Sie wurden als Nachfolger der Baureihe ET 165 ab 1935 für die im Jahr darauf stattfindenden Olympischen Sommerspiele in Berlin angeschafft und waren – in der modernisierten Form als Baureihe 477/877 – bis 2003 im Berliner Stadtbahnnetz unterwegs.

## Geschichte
Um den bei den Sommerspielen 1936 zu erwartenden Besucherandrang sowie den Mehrverkehr infolge der Inbetriebnahme des ersten Abschnitts des Nordsüd-S-Bahn-Tunnels vom Stettiner Bahnhof über Friedrichstraße bis zum neuen S-Bahnhof Unter den Linden bewältigen zu können, wurden im Jahr 1935 34 Zweiwageneinheiten (Viertelzüge) dieser Baureihe bestellt. In der betrieblichen Grundkonzeption entsprachen sie den später als Reihe ET/EB 165 bezeichneten Wagen der Bauart Stadtbahn und deren Weiterentwicklung, den 1932/33 gelieferten Stadtbahnwagen der Bauart Wannsee (ab 1941 ET/EB 165.8). Wagenbaulich entsprechen die Wagen mit den abgerundeten Führerstandsfronten und über die Kopfstücke verlängerten Wagenkästen nahezu vollständig den zur gleichen Zeit gelieferten Serienwagen der für die »Bankierzüge« beschafften Baureihe ET/EB 125. Wagenkasten und Drehgestelle (nun mit 2,6 Meter Achsstand statt 2,5 Meter wie bei den Vorgängern) waren komplette Schweißkonstruktionen. Charakteristisch für die Olympia- (ab 1941 als Baureihe ET/EB 166 geführt) und Bankierzüge war die Klappe über der Kupplung an den Führerstandstirnfronten, die den Ausschnitt für die Kupplung verkleinerte. Der Einbau der Kontaktsätze („Klavier“), bei dem diese Klappe entfallen sollte, war ursprünglich vorgesehen, aber er geschah erst mit der Rekonstruktion in die Baureihe 277 ab Ende der 1970er Jahre (hierbei mit Umbau des kompletten Kuppelkastens bei aufwendiger Anpassung des Kopfträgers). Die Drehgestelle mit einem vergrößerten Achsstand bewährten sich nicht im gewünschten Maß. Sie wurden daher nach und nach wieder durch die Regelbauart mit einem Achsstand von 2,50 Meter ersetzt. Durch die Kriegs- und Nachkriegsereignisse liefen einige der Drehgestelle mit 2,60 m Achsstand bis in die 1980er Jahre.
Bei Kriegsende standen einige Viertelzüge zur Reparatur im Reichsbahnausbesserungswerk Schweidnitz in Schlesien und gelangten später zur Danziger S-Bahn. Andere wurden in die Sowjetunion abtransportiert und kehrten nicht nach Berlin zurück.
1949 wurden alle Züge der Baureihe ET 125 technisch an die Reihe ET 166 angepasst. Sie erhielten die neuen Nummern ET 166 035–052. Gleiches geschah 1966 mit den verbliebenen Zügen der ehemaligen Werkbahn Peenemünde, die fortan die Nummern ET/ES 166 054–060 trugen.
Die Wagen der Baureihe ET/EB 166 waren vom Mauerbau 1961 bis zum Berliner S-Bahnstreik 1980 fast ausschließlich im West-Berliner S-Bahn-Netz eingesetzt, vor allem auf den Zuggruppen 1, 1a (heute S1), H und L (heute S3) im Einsatz. Nach dem Streik wurden die seit 1970 als Reihe 276.0 geführten Wagen im Zuge des Umbaus im Raw Schöneweide elektrisch und mechanisch an die Wagen der Baureihe 277, später 477/877, angepasst und in diese eingeordnet. Ausgenommen blieben die vier Viertelzüge des Bankier-Probezuges der Bauart 1934 aufgrund der abweichenden Bodenrahmen und zwei Peenemünder Viertelzüge, weil für diese die benötigten Drehgestelle nicht mehr geliefert wurden.
Bis Ende der 1980er Jahre existieren noch einige Züge der Reihe 276.0 im Originalzustand und fuhren vorwiegend auf Einsatzzuggruppen in den Hauptverkehrszeiten. Von den „Olympia“-Triebwagen ist bis heute ein Viertelzug mit originalen Drehgestellen bei der Danziger S-Bahn SKM erhalten geblieben (abgestellt in Gdynia), dessen Aufarbeitung aber unsicher ist (ex EW92-03 s/d, ex ET/EB 166 034). Dieser lief bei der Inbetriebnahme des Nordsüd-S-Bahn-Tunnels an der Spitze des Eröffnungszuges.